# Tumba del Elefante

## Introducción
La Tumba del Elefante es una tumba que forma parte del Conjunto Arqueológico de Carmona (CAC), situado en el municipio de Carmona (España). Las excavaciones, comenzadas en 1885, fueron dirigidas inicialmente por Juan Fernández López y Jorge Bonsor. Es una tumba excavada en la roca a la que se accede por una escalera. En las últimas décadas ha sufrido un proceso de deterioro por la pulverización de la superficie rocosa. 

## Historia de las excavaciones
La historia de las investigaciones de la Tumba del Elefante se enmarca dentro de las propias excavaciones arqueológicas realizadas en el Conjunto Arqueológico de Carmona. Cuando, en 1880, Jorge Bonsor y Juan Fernández López, acompañados del capataz Luis Reyes “Calabazo”, compraron las tierras que actualmente pertenecen a la necrópolis romana, ya advirtieron la complejidad de la Tumba del Elefante. Luis Reyes, después de acceder por la ventana de la cámara principal, señaló que la tumba se presentaba tan rara, grande y llena de departamentos. El fortuito descubrimiento de la escalera que daba acceso al conjunto permitió que las excavaciones comenzaran en 1885, extrayéndose entre junio del mismo año y marzo de 1886 unos 1400 m³ de tierra y piedras. El vaciado de su corredor permitió llegar a un gran espacio abierto. En el segundo o tercer escalón de acceso se descubriría el fragmento de la estatua de Atis. El resto de objetos singulares para la interpretación del conjunto – como la estatua del elefante, el betilo y las monedas - fueron localizados en el interior del pozo (Jiménez Hernández & Carrasco Gómez, 2012, pp. 122-124). A medida que avanzaban los trabajos se tomaron fotografías, se elaboraron planos de plantas y secciones y se fueron apuntando todos los avances en cuadernos de campo (Díaz, 2006, pp. 284-285).
Es menester mencionar que el proyecto de Fernández López y Bonsor no sólo se basó en la investigación y la conservación arqueológica, sino que también se planteó convertir a la Necrópolis de Carmona y, por consiguiente, a la Tumba del Elefante en importantes reclamos turísticos. A este respecto, los espacios sobreexcavados fueron rellenados, se construyeron muretes en las zonas donde faltaban, se colocaron elementos que adornaban y embellecían el conjunto - como urnas cinerarias y diferentes tipos de vasos -, se depositaron las estatuas halladas en los dos pedestales localizados, se simuló una tumba con cubierta a la capuchina en el ángulo noroccidental del patio y se dispusieron unos carteles informativos en las paredes señalando los nombres de las principales estancias (Díaz, 2006; Jiménez Hernández & Carrasco Gómez, 2012, p. 124). 
Los trabajos arqueológicos prosiguieron en el siglo XX y, en la década de 1960, se realizaron unas restauraciones no muy prósperas que buscaban reformar los dos triclinia del patio y la techumbre de las cámaras (Jiménez Hernández & Carrasco Gómez, 2012, p. 124). Fue poco después cuando Bendala Galán sostuvo en su tesis doctoral que esta tumba pudo haber sido un espacio cultural mitriaco (Bendala, 1976).  A finales del milenio, autores como Ariño & Saiz-Jímenez (1997) advirtieron del estado de deterioro de la Tumba del Elefante debido a la pulverización de la superficie rocosa y a la presencia de actividad biológica tanto dentro como fuera de la tumba. 

## Descripción

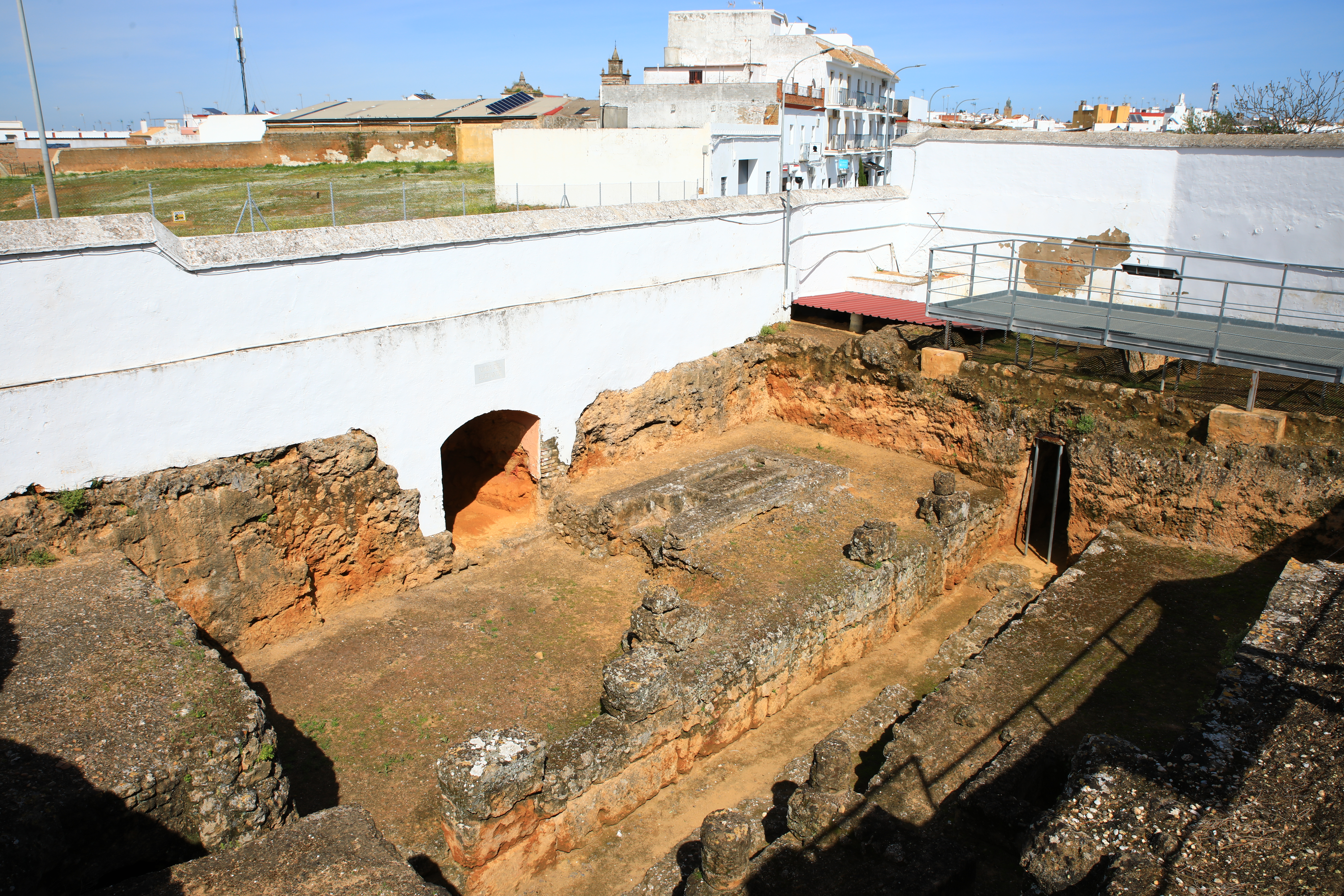
La tumba del elefante.

La Tumba del Elefante ha pasado por diferentes etapas y usos. Esto dificulta la correcta interpretación de los restos encontrados. Algunos han sido manipulados y otros por el mal estado de conservación están en peligro.
La Tumba del Elefante está excavada en la tierra y se accede a través de una escalera. La escalera da a una antesala que estaba cubierta por una bóveda, que tenía en su lado derecho una hornacina. Esta bóveda actualmente no se conserva, pero se plantea reconstruirla o volver a proteger la tumba para ayudar a su conservación.
Esta antesala desemboca en un pasillo que divide el espacio en dos; el lado norte llevaría a una nueva escalera y a un triclinio; el lado sur, con tres pilares y una escalera central.
En el patio central o antesala destacan diversos elementos. El ninfeo, que era abastecido por un pozo (que también se encuentra en el mismo espacio), está decorado por un relieve que representa a una figura sedienta. Siguiendo la fuente, se encuentra una cámara doble.
En la primera cámara hay dos bancos entre los que se localiza un pedestal. Siguiendo el pasillo, se encuentran tres cámaras. En la primera cámara (al norte) se encuentra una galería dividida en dos por un muro. En una de esas bifurcaciones colocaron Fernández López y Bonsor la estatua del elefante, pero realmente se desconoce si estaba colocada originalmente ahí. En la otra hay seis nichos que conforman una de las cámaras funerarias.
Al frente se halla la cámara principal, que consta de un gran triclinio, pero quizás lo más importante de esta cámara es que se encuentra una ventana. Se cree que esta ventana (y posiblemente el elefante) era un añadido posterior. Su colocación y forma han abierto diversos debates sobre su verdadera función.
En la Tumba del Elefante también se han descubierto diversos restos funerarios (como urnas) en los nichos, los cuales se encuentran actualmente expuestos en el museo del Parque Arqueológico de Carmona, además de arriates, pensados para zanjas destinadas a plantas trepadoras; una cocina, una cámara principal y una posible chimenea; monedas y un betilo descubiertos en el pozo; y una estatua sin cabeza que se desconoce a quién podría representar.

## Interpretaciones

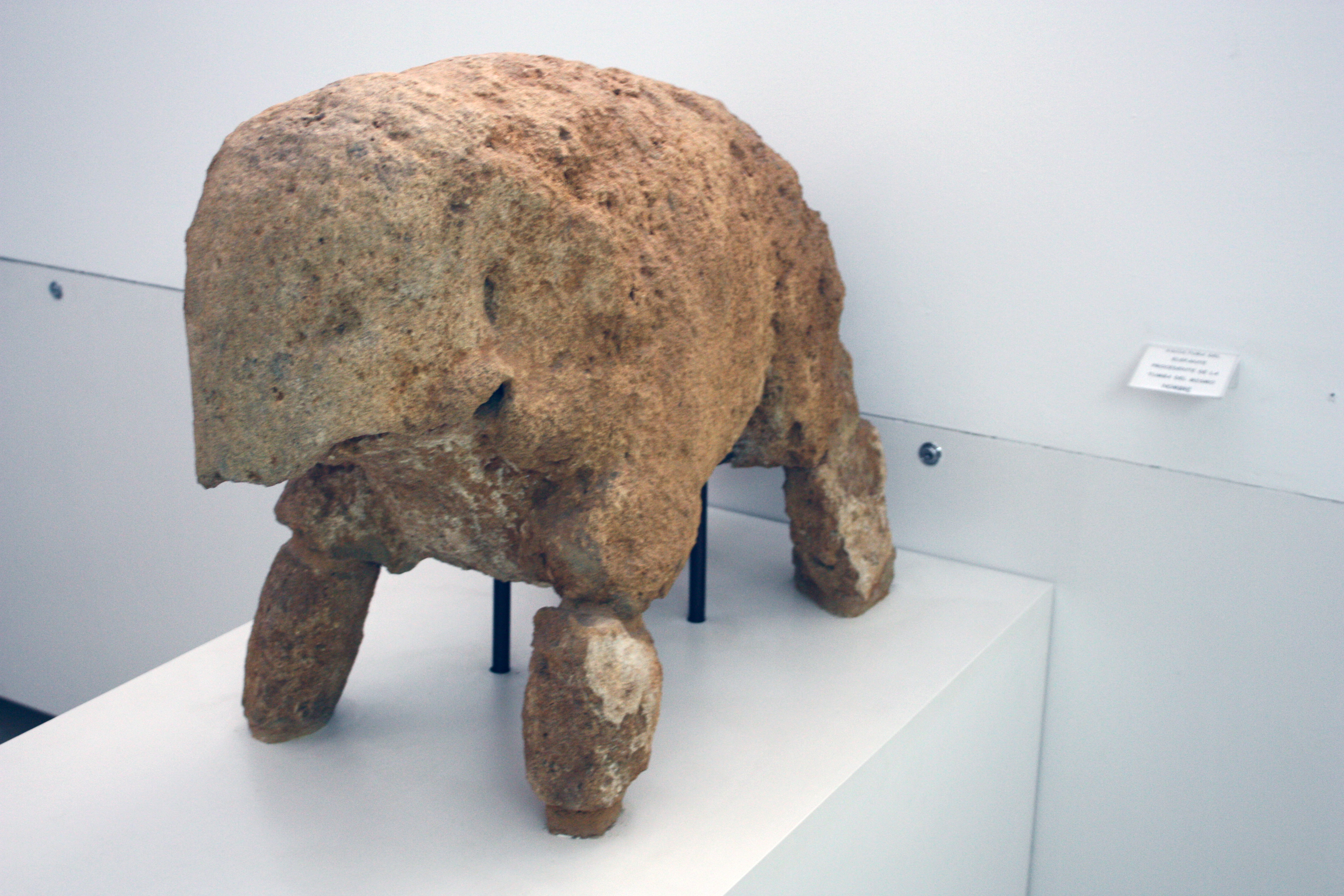
Figura de elefante que da nombre al yacimiento.

La interpretación de la Tumba del Elefante, desde su descubrimiento, ha suscitado la controversia por su singularidad y por los elementos excepcionales encontrados en ella, especialmente la figura del elefante, el betilo y la supuesta escultura a Atis. El edificio cuenta con varias fases de reformas, usos y funciones desde su construcción hasta su abandono definitivo. La secuencia estratigráfica puede concretarse en cuatro fases:
1. Fase 1: El edificio subterráneo cuenta con un gran aula central dividida en tres naves, en las que las naves laterales están más elevadas que la central. En el trastero norte se encuentra una habitación doble, en la que la primera tiene un pedestal. En el muro sur se encuentra una hornacina, un pozo y un canal que conforman un ninfeo. La cámara principal, al fondo, tiene el suelo elevado y una ventana inclinada. Entre la cámara y el aula se encuentran habitaciones auxiliares: dos al lado sur del corredor y una galería al lado norte.
2. Fase 2: La galería norte se divide con un muro para construir una cámara funeraria, en la que se encuentran al menos seis nichos para contener urnas funerarias.
3. Fase 3: Se produce una remodelación total del edificio. Se elimina la cubierta y en la cámara principal, al fondo, se produce la talla de un triclinio. Ampliación del aula central para introducir dos triclinia, sobre los que se coloca una pérgola en cada uno; se produce el uso del triclinio funerario
4. Fase 4: Fase de abandono. El edificio es cubierto de escombros. Tras esta fase, se continuará usando el terreno con carácter funerario, contando con inhumaciones en tegulae.

Con estos datos, la tradición historiográfica ha propuesto tres funciones para el uso del edificio:
- Collegium funeraticium:Fue una propuesta anónima de 1889, recogida ochenta años después por Fernández-Chicarro y de Dios en 1969. Se fundamentaba en la presencia y complejidad de los tres triclinia.
- Tumba familiar: Es la propuesta más consecuente con el contexto arqueológico. Fue formulada por Fernández López en 1899
- Santuario de Cibeles y Atis: Esta propuesta fue formulada por Bendala Galán en su tesis, fundamentada en la complejidad del edificio y del conjunto, la existencia injustificable de los tres triclinia, la simbología de las piezas escultóricas y la orientación de la ventana de la cámara principal.

La propuesta de 1976 de Manuel Bendala Galán fue la más controversial, y la que inició el debate historiográfico en torno a las interpretaciones de la Tumba del Elefante. Maarten Jozef Vermaseren fue el primero en rebatir esta tesis en 1986, indicando que más que un santuario podría ser la tumba de un sacerdote de Cibeles.
La oposición central a Bendala la postula Fear en Cybele and Carmona (1990). En ella, afirma, siguiendo la línea de Fernández López (1899), que el edificio tuvo un uso exclusivamente funerario, ya que ningún santuario a Cibeles se sitúa extramuros de las ciudades, la estructura de estos santuarios es distinta a la del hipogeo del elefante, no es un lugar acertado o apropiado para realizar los ritos relacionados con este culto y la presencia de la figura de Atis no tiene por qué estar vinculada al uso ritual del edificio. Asimismo, para Fear, la cámara principal albergaría a la familia, la cámara del muro norte al propietario y los cuadrantes terrizos situados al norte y al sur albergarían a los esclavos y libertos.
Bendala (1990) contestó inmediatamente a Fear en las páginas consecutivas de la misma revista, en las que expuso que sí existían restos de santuario cibélicos extramuros y con diferentes tipologías de estructuras y explica cómo se realizarían los ritos atendiendo a la estructura del edificio, entre otras afirmaciones que refuerzan sus tesis. 
A los años siguientes al enfrentamiento entre Bendala y Fear, las teorías sobre la interpretación se volvieron más bien ambiguas, en las que se valoraban ambas posturas pero no se decantaba por ninguna por falta de novedades arqueológicas que resolvieran la problemática. Entre otros, destacan los trabajos de Ubiña (1996), Alföldy (2001), Alvar (2002) y Vaquerizo (2010). Caballos Rufino (2007), por su parte, añade que los propietarios del hipogeo podrían haber sido la familia Aelii. 
El debate historiográfico ha estado centrado principalmente en la función del edificio y en los hallazgos contenidos en él, pero no se habían valorado otros elementos, como la cronología de las fases de uso. Sin embargo, el elemento más importante y menos discutido es la simbología de la orientación solar de la ventana, ya que para algunos tiene una simple función de iluminación y para otros tiene un significado simbólico, y por tanto religioso.
Bendala fue el primero en señalar la importancia simbólica de la ventana de la cámara principal, relacionada con el solsticio de invierno, aunque no pudo comprobar su teoría. Sin embargo, las nuevas investigaciones a cargo de Alejandro Jiménez Hernández e Inmaculada Carrasco Gómez (2012), que abordan la Tumba del Elefante desde la metodología de la Arqueología de la Arquitectura y la Arqueoastronomía, pudieron comprobar que efectivamente la luz solar entraba por la ventana en momentos concretos del año. 
Paralelamente, Jiménez Hernández y Carrasco Gómez defienden que las reformas producidas en la fase 2 (inclusión de los seis nichos y el triclinio funerario) implican que el espacio original no estaba pensado para un uso funerario.
La orientación de la ventana, así como de la cámara, es de 120/121°, mientras que la inclinación de la ventana es de 34°. Esto coincide con la altura y el azimut del sol en los equinoccios de otoño y primavera, es decir, en los equinoccios la luz solar entra de manera directa en el centro de la sala tres horas después del amanecer. En los solsticios, por su parte, se refleja en el centro de los muros: en el solsticio de verano refleja en la pared sur y en el solsticio de invierno en la pared norte.
El retraso de la luz de tres horas después del amanecer tiene que ver con la corrección del mapa celeste en tiempos romanos, hecho que se comprobó con un software astronómico. Durante el equinoccio de primavera, en el este (dirección a la que está orientado el edificio) se observa la constelación de Tauro, mientras que en el oeste se observa la constelación de Escorpio; quedaría al sur Acuario. Con ello, se dedujo que la ventana estaba vinculada con el culto mitraico y la tauroctonía, el asesinato del toro (Tauro) por parte de Mitra, acompañado de diferentes personajes, entre ellos el escorpión (Escorpio) que pica los testículos del toro. La corrección de la ventana, por tanto, muestra a Tauro y Escorpio como las constelaciones equinocciales, formando el cielo mitraico.
La luz solar es un elemento importante del culto mitraico como elemento simbólico y religioso, por lo que la ventana del Elefante se calificaría como un elemento habitual en los diseños de los mitreos, pero especialmente un elemento no casual. Ulansey (1991) afirma que en la Antigüedad también se conocía este movimiento, defendido por Jiménez Hernández y Carrasco Gómez en el caso de la Tumba del Elefante.
Asimismo, la presencia del ninfeo se vincula con la importancia del elemento acuático en los cultos mitraicos. Este elemento aparece representado también en el mapa celeste con la constelación de Acuario, cuya representación simbólica es una figura humana que vierte el contenido de una jarra, generalmente agua. El ninfeo contaba con una estatua sedente, vinculada según algunos autores (como Bendala) con Atis, el compañero de Cibeles. En la zona de Baetica y el sur de la península se han hallado diversos restos relacionados con Atis en contextos funerarios, ya que posiblemente en la Antigüedad se le vinculó con un carácter de dios protector de los muertos.
En cuanto a la figura del elefante, que le da nombre al hipogeo, es el elemento más exótico y el que más dificultades interpretativas ha causado a los investigadores. Está en una posición estratigráfica confusa, y no hay garantías de que la figura fuera propia del edificio o de la fase de mitreo. Bendala, siguiendo su vinculación con Mitra, entiende el elefante como una representación del sol, y por tanto de Atis y de Mitra. Alvar Ezquerro, por su parte, expone que podría estar relacionada con los propietarios, o ser una peculiaridad del culto local, influida por la conexión con la tradición púnica.